# Anônimo Valesiano
Anônimo Valesiano (em latim: Anonymus Valesianus) é o título convencionalmente dado a uma compilação de duas crônicas fragmentárias em latim vulgar, nomeado pelo seu editor do século XII, Henrique de Valois (1603-1676), que publicou o texto pela primeira vez em 1636, juntamente com sua primeira edição impressa do Gestae Res de Amiano Marcelino. Os textos só existem em um manuscrito do século IX único em Berlim. Eles são por vezes referido como o Valesiani Excerpta.
Anonymus Valesianus I, às vezes, dada a separar convencional título Origo Constantini Imperatoris ("A linhagem do imperador Constantino"), possivelmente, data de cerca de 390, e é geralmente considerado como fornecendo uma fonte confiável.
Anonymus Valesianus II, escrito cerca de 527, apresenta o cabeçalho de item ex libris inter cetera Chronicorum. O texto, que trata sobretudo do reinado do godo Teodorico, o Grande, rei da Itália, "embora mal escrito é baseado numa obra que não existe mais do bispo de Ravena, Maximiano, um acadêmico altamente erudito e estudioso."
A obra foi usada por Edward Gibbon como uma fonte importante para a perspectiva romana sobre o período ostrogodo em sua História do Declínio e Queda do Império Romano.